# Frikandeau
Frikandeau ist die Bezeichnung für die in der Kalbskeule liegende Nuss oder Unterschale. Der französische Begriff dafür ist fricandeau de veau oder kurz fricandeau (oder auch paupiette de veau oder kurz paupiette). Ebenso bezeichnet man die Teile von der Schweinekeule und Hirschfleisch (französisch fricandeau de porc bzw. fricandeau de cerf). Das Fleisch eignet sich in erster Linie zum Braten oder Schmoren. Das Frikandeau kann als Bratenstück oder dünn geschnitten für Schnitzel und Rouladen verwendet werden. Das Frikandeau wird heutzutage nur noch bei der klassischen Zubereitung mit Speck gespickt, ansonsten ist das Bardieren mit Speckscheiben üblich.

## Wortherkunft
Der Begriff Frikandeau / fricandeau hat den gleichen Wortstamm wie Frikadelle, doch ist der Entlehnungsvorgang im Einzelnen unklar (lat. frigere, braten, rösten / mnd. vricken rösten, backen / altfr. rique / got. Friks). Zu Beginn war das Frikandeau eine Speise auf den Tafeln der Adligen, kam dann später in die bürgerlichen Küchen und ab dem 19. Jahrhundert auch auf die Menükarten edler Restaurants.

## Andere Bedeutungen
- Als Hohles Frikandeau bezeichnet man die Oberschale der Kalbskeule. Dieses Fleischstück wird auch Langes Frikandeau oder Schnitzelfrikandeau genannt.
- Als Kurzes Frikandeau bezeichnet man die Unterschale der Kalbskeule.
- Als Frikandeaukopf bzw. Frikandeauspitze bezeichnet man das schmale Ende des Fleischstücks, was nicht für den Zuschnitt von Braten und Fleischscheiben geeignet ist. Man verwendet es für die Zubereitung von Gulasch, Frikassee, Ragout und sautierten Fleischspeisen.[12]